# 100 km du Morvan
Le 100 km du Morvan est une épreuve de course à pied sur route goudronnée appartenant à la famille du grand-fond ou encore de l'ultrafond. Il se dispute tous les ans depuis 2001 et jusqu'en 2012 dans le massif du Morvan, durant le mois de juillet. Son départ se trouve traditionnellement à Château-Chinon.

## Épreuves
Le 100 km du Morvan rassemble en réalité plusieurs épreuves :
- le 100 km
- le 75 km
- le 50 km
- le 25 km
- le relais 4 × 25 km
- le « Bike and Run 25 km » (nouveauté à partir de l'édition 2011)[1]

## Statistiques

### Palmarès par édition
Palmarès hommes et femmes du 100 km du Morvan,,, :
| Année | Vainqueur                               | Deuxième                                  | Troisième                                |
| 2012  | Vincent Bailly-Salins (8 h 56 min 44 s) | Jacky Belin (9 h 10 min 44 s)             | Philippe Seurat (9 h 48 min 25 s)        |
| 2011  | Silvio Bertone (7 h 42 min 24 s)        | Jean-Marc Bordus (8 h 16 min 18 s)        | Benoit Gofette (8 h 25 min 5 s)          |
| 2010  | Jean-Marc Bordus (8 h 39 min 20 s 75)   | Georges Renkert (9 h 0 min 16 s 77)       | Jacques Dunam (9 h 56 min 28 s 98)       |
| 2009  | Jean-Marc Bordus (8 h 10 min 45 s)      | Silvio Bertone (8 h 17 min 46 s)          | Jean-François Bank (8 h 44 min 47 s)     |
| 2008  | Silvio Bertone (7 h 52 min 58 s)        | Jean-Marc Bordus (8 h 9 min 11 s)         | Loïc Lebon (8 h 18 min 25 s)             |
| 2007  | Christian Leroux (8 h 21 min 29 s)      | Denis Dupoirieux (8 h 9 min 11 s)         | Luc Dumont Saint-Priest (9 h 1 min 55 s) |
| 2006  | Claude Hardel (9 h 5 min 45 s)          | Jacky Belin (9 h 12 min 34 s)             | Yves Chomont (9 h 42 min 37 s)           |
| 2005  | Pactrick Caritan (8 h 50 min 0 s)       | Benoit Minot (8 h 57 min 50 s)            | Giorgio Garello (9 h 4 min 7 s)          |
| 2004  | Emmanuel Conraux (8 h 25 min 24 s)      | Jacky Belin (8 h 52 min 3 s)              | Didier Pommey (9 h 10 min 55 s)          |
| 2003  | Thierry Demontoy (9 h 44 min 26 s)      | Pascal Caquet (9 h 59 min 30 s)           | Gilles Fleche (10 h 20 min 27 s)         |
| 2002  | Jean-Marc Bordus (7 h 27 min 34 s)      | Luc Dumont Saint-Priest (8 h 17 min 22 s) | Eric Marchand (8 h 34 min 47 s)          |
| 2001  | Jean-Marc Bordus (8 h 18 min 16 s)      | Gilbert Bas (8 h 26 min 0 s)              | Frédéric Crassin (8 h 42 min 11 s)       |

| Année | Vainqueur                                   | Deuxième                                  | Troisième                               |
| 2012  | Émilie Auge-Cougoureux (11 h 51 min 30 s)   | Isabelle Jarlaud (12 h 28 min 57 s)       | Maria Charton (12 h 43 min 26 s)        |
| 2011  | Catherine Massif-Perreau (10 h 10 min 37 s) | Emilienne Rogy (12 h 14 min 30 s)         | Marie-Therese Salvat (13 h 9 min 17 s)  |
| 2010  | Nadine Weiss Castelain (11 h 13 min 31 s)   | Christine David (11 h 51 min 50 s)        | Marie-Therese Salvat (13 h 19 min 56 s) |
| 2009  | Catherine Massif-Perreau (13 h 8 min 38 s)  | Elisa Ciliberti (14 h 47 min 1 s)         | Marie-Jeanne Simons (16 h 4 min 19 s)   |
| 2008  | Emilienne Rogy (11 h 16 min 13 s)           | Marie-Jeanne Simons (14 h 7 min 26 s)     | Pascale Delbe (14 h 27 min 21 s)        |
| 2007  | Emilienne Rogy (10 h 23 min 21 s)           | Nadine Weiss Castelain (10 h 36 min 25 s) | Elisabeth Lebeau (10 h 59 min 22 s)     |
| 2006  | Emilienne Rogy (10 h 46 min 6 s)            | Patricia Boussely (11 h 45 min 5 s)       | Elisa Ciliberti (12 h 10 min 25 s)      |
| 2005  | Elisa Ciliberti (11 h 36 min 22 s)          | Emilienne Rogy (12 h 20 min 30 s)         | Anne-Marie Le Pape (13 h 20 min 1 s)    |
| 2004  | Lorena Antonietta Di Vito (10 h 3 min 15 s) | Annie Monot (10 h 59 min 44 s)            | Emilienne Rogy (11 h 44 min 6 s)        |
| 2003  | Nadine Pons (11 h 29 min 38 s)              | Catherine Carillion (12 h 25 min 2 s)     | Christine Colabella (12 h 25 min 26 s)  |
| 2002  | Nathalie Firmin-Belloux (9 h 14 min 52 s)   | Catherine Carillion (11 h 19 min 59 s)    | Colette Genois (11 h 25 min 17 s)       |
| 2001  | Emilienne Rogy (10 h 26 min 36 s)           | Delphine Vuillier (10 h 38 min 3 s)       | Colette Genois (11 h 40 min 52 s)       |

### Meilleurs temps
Le meilleur temps chez les hommes du 100 km du Morvan est réalisé par Jean-Marc Bordus lors de l'édition 2002 avec 7 h 27 min 34 s, soit une vitesse moyenne de 13,41 km/h. Il bat ainsi son propre record de 2001 lorsqu'il avait réalisé sa course en 8 h 18 min 16 s. Le meilleur temps chez les femmes est réalisé par Nathalie Firmin-Belloux en 2002 en 9 h 14 min 52 s, soit une vitesse moyenne de 10,81 km/h.